# Dowschok (Mohyliw-Podilskyj)
Dowschok (ukrainisch Довжок; russisch Должок Dolschok, rumänisch Chetrosu) ist ein Dorf im Süden der ukrainischen Oblast Winnyzja mit etwa 1400 Einwohnern (2023).

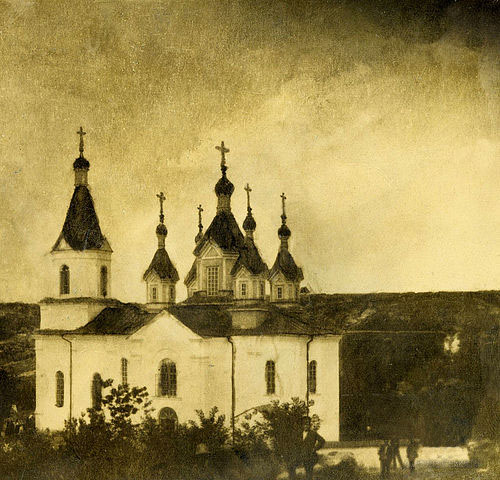
Historisches Foto der Kirche im Ort

Das erstmals im 18. Jahrhundert schriftlich erwähnte Dorf trug bis zum 7. Juni 1946 den ukrainischen Namen Ketrossy (Кетроси).
Die Ortschaft liegt am Ufer der Markiwka (Марківка), einem 62 km langen, linken Nebenfluss des Dnister, 21 km östlich vom ehemaligen Rajonzentrum Jampil und 130 km südlich vom Oblastzentrum Winnyzja.
Nördlich vom Dorf verläuft die Territorialstraße T–02–02.
Am 12. Juni 2020 wurde das Dorf ein Teil der neugegründeten Stadtgemeinde Jampil, bis dahin bildete es die gleichnamige Landratsgemeinde Dowschok (Довжоцька сільська рада/Dowschozka silska rada) im Südosten des Rajon Jampil.
Am 17. Juli 2020 kam es im Zuge einer großen Rajonsreform zum Anschluss des Rajonsgebietes an den Rajon Mohyliw-Podilskyj.

## Söhne und Töchter der Ortschaft
- Wolodymyr Kistion (* 31. Mai 1965), Politiker, Vizeministerpräsident für Fragen der zeitweilig okkupierten Territorien und Binnenflüchtlinge im Kabinett Hrojsman.